# DVB Bank
Die DVB Bank SE war ein Teil der DZ-Bank-Gruppe und eine auf Verkehrsfinanzierungen spezialisierte Bank mit Sitz in Frankfurt am Main.
Sie war an der Börse Frankfurt notiert und beschäftigte an den Standorten Frankfurt am Main, Amsterdam, London, Singapur, Tokio und Curaçao 329 Mitarbeiter.

## Geschichte

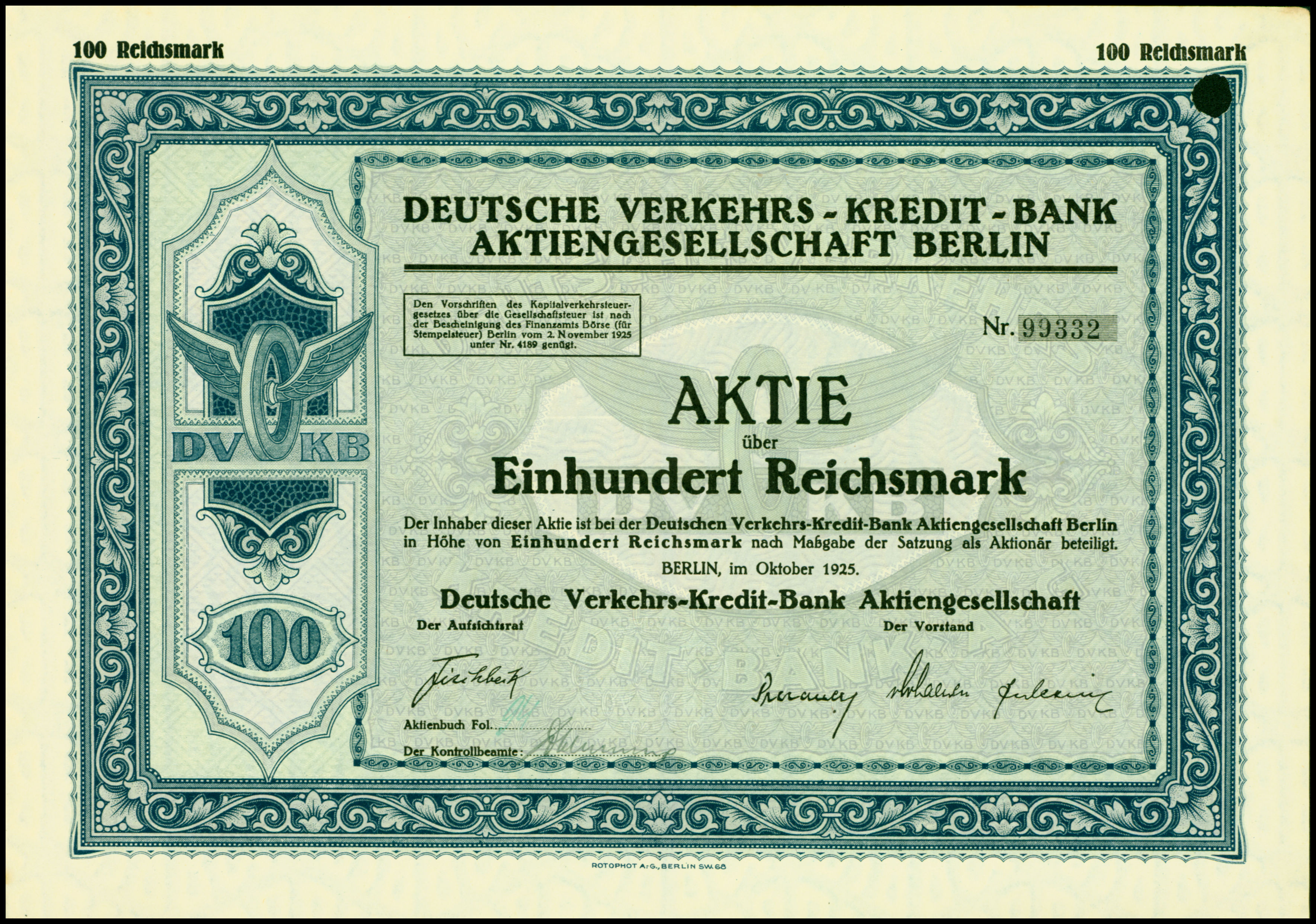
Aktie über 100 RM der Deutsche Verkehrs-Kredit-Bank AG vom Oktober 1925

Das Institut wurde erstmals am 18. Mai 1923 als Deutsche Verkehrs-Kredit-Bank AG (DVKB) in einem Vertrag erwähnt und genau einen Monat später offiziell von mehreren Banken und Industrieunternehmen gegründet, anfangs um Frachtstundungen für die Deutsche Reichsbahn vorzunehmen. Ein Jahr später erwarb die Deutsche Reichsbahn 51 % der Anteile und machte die DVKB zu ihrer Hausbank. 1925 weitete sie ihren Anteil auf 75 % aus; die restlichen 25 % verblieben bei einem Bankenkonsortium. Danach begann die Bank Wechselstuben an Bahnhöfen und Grenzübergangsstellen einzurichten. 1935 wird sie seitens der Reichsbahn als Bankabteilung der Deutschen Reichsbahn und nicht als betriebsfremdes Unternehmen bezeichnet.
Nach dem Zweiten Weltkrieg wurden die Sonderaufgaben der DVKB, insbesondere bei der Frachtstundung, gesetzlich fixiert. 1949 wurde nach der Vereinigung der beiden Hauptstellen Frankfurt am Main und Hamburg der Sitz der Zentrale in Frankfurt eingerichtet. Daneben gab es noch eine Niederlassung in Berlin und 13 Filialen.
1988 wurde die Bank an der Börse eingeführt, wobei die Deutsche Bundesbahn 75,1 % der Anteile hielt. Die in der DDR gegründete Deutsche Verkehrbank AG wurde Ende Oktober 1991 mit der Deutschen Verkehers-Kredit-Bank AG zur Deutschen Verkehrs-Bank AG Berlin und Frankfurt fusioniert. 1991 wurde der Name in Deutsche Verkehrs-Bank AG, 1997 in Deutsche VerkehrsBank AG und 2002 in DVB Bank AG geändert. Ab 1. Oktober 2008 firmierte sie als DVB Bank SE.
1996 wurde das Sortengeschäft ausgegliedert, es entstand die Reisebank, heute ebenfalls eine Tochtergesellschaft der DZ Bank.
Zur Stärkung des Geschäftszweigs Schiffsfinanzierungen wurde im Jahr 2000 die Nedship Bank N.V. von der Rabobank übernommen, die 2004 in DVB Bank N.V. umbenannt und 2008 mit der DVB Bank verschmolzen wurde. Im Jahr 2002 übernahm die DZ Bank, die 1995 zunächst 50,1 % der Aktien erwarb, den DVB-Anteil der KRAVAG, so dass ihr Anteil sich auf 78,21 % erhöhte. Dieser wurde Ende 2003 durch Übernahme des Sparda-Anteils und des restlichen Anteils von 0,75 % der Deutschen Bahn AG auf 92,27 % ausgedehnt. Durch eine Kapitalerhöhung im Jahr 2008 erreichte der Anteil der DZ Bank schließlich 95,44 %.
Im Zuge eines aktienrechtlichen Squeeze-outs gingen im August 2017 die Aktien aller Minderheitsaktionäre der DVB auf die DZ Bank über. Anschließend wurde der Handel der DVB-Bank-Aktie an der Frankfurter Wertpapierbörse eingestellt.
Ab 17. August 2017 war die DZ Bank AG alleiniger Eigentümer der DVB Bank. Am 12. August 2022 wurde die DVB Bank auf die DZ Bank AG verschmolzen.

## Ehemalige Tochtergesellschaften
- 1996 Reisebank (Sparte Wechselstube).
- 2017 bis 2019 Logpay. Zuerst erfolgte der Verkauf der Tochter Logpay Transport Services GmbH an Volkswagen Financial Services AG. 2019 erfolgte die hundertprozentige Übernahme der Hauptgesellschaft Logpay Financial Services GmbH durch Volkswagen Financial Services AG mit einem Jahresumsatz von 4 Milliarden Euro. Logpay ist Factoringunternehmen im Güter- und Personenverkehr (u. a. HandyTicket Deutschland) tätig, sowie Herausgeber von Tank- und Servicekarten.[10][11]